# FC Rastatt 04
Der FC Rastatt 04 ist ein Fußballverein in Rastatt. Er hat derzeit rund 450 Mitglieder. Neben der Aktiven-Mannschaft spielen alle Junioren im Jahr 2013 gegründeten Rastatter Jugendfußballverein.

## Geschichte
Die Gründung erfolgte am 9. Oktober 1904 als „FK Rastatt 04“ im Gasthaus zur Linde. Vor dem Zweiten Weltkrieg fusionierte der Verein zwei Mal: 1910 mit dem FC Phönix zum „Rastatter FV 04“, und am 23. August 1939 mit dem 1912 gegründeten FC Frankonia Rastatt zum „FC Rastatt 04“. Nach Kriegsende wurde der Verein aufgelöst und 1946 als „SV Fortuna Rastatt“ wiedergegründet. Am 20. Januar 1950 kehrte man zum alten und heutigen Namen „FC Rastatt 04“ zurück.
Seine Heimspiele trägt der Verein seit 1962 im Münchfeldstadion aus, welches rund 15.000 Besuchern Platz bietet. Davor wurden die Spiele im Stadion am Schwalbenrain ausgetragen.
Die größten Erfolge feierte der Verein in den 1930er und 40er Jahren, als die Mannschaft zeitweise in den obersten Spielklassen spielte und 1931/32 an der Endrunde zur süddeutschen Meisterschaft teilnahm und Spiele gegen Bayern München, VfB Stuttgart, 1860 München und weitere bekannte Vereine bestritt. 1946 und 1948 stand der Verein in den Endspielen zur südwestdeutschen Meisterschaft und unterlag dem 1. FC Saarbrücken bzw. dem 1. FC Kaiserslautern.
Die nächste Hochphase hatte der Verein zu Beginn der 1970er Jahre, als der Verein in den Aufstiegsspielen zur Regionalliga an Waldhof-Mannheim scheiterte und 1978 den Aufstieg in die Oberliga Baden-Württemberg schaffte. Der damals höchsten deutschen Amateurklasse gehörte der Verein bis 1986 an, ehe finanzielle Probleme dem Club sehr zusetzten. 1996 stieg der FC Rastatt 04 in die Landesliga ab, 2000 gelang der Wiederaufstieg. 2005 musste der Verein überraschend erneut aus der Verbandsliga absteigen und spielte in der Landesliga, Staffel 1. Als Vizemeister der Saison 2006/07 und der erfolgreichen Absolvierung der Aufstiegsspiele gegen den FV Herbolzheim und FC Bad Dürrheim ist der FC Rastatt 04 zur Saison 2007/08 wieder in die Verbandsliga zurückgekehrt. Trainiert wurde die erste Mannschaft zu dieser Zeit von Martin Jung, einem vom ehemaligen Spieler des Karlsruher SC. Nachdem man drei Spieltage vor Schluss mit Siegen über den FC Denzlingen und den VFR Hausen den Klassenerhalt gesichert hatte, konnte der FC Rastatt 04 auch in der Saison 2008/09 der höchsten südbadischen Spielklasse angehören. Zudem startete ein Reserveteam in der Kreisliga B. In der Saison 2009/10 übernahm der ehemalige Spieler und Jugendtrainer des Karlsruher SC, Bernd Schmider, das Traineramt von Martin Jung. Im Februar 2010 unterschrieb der ehemalige Fußballprofi Harald Heck (San Diego Sockers) für die Saison 2010/11. In der Spielzeit 2014/15 konnte ein weiterer Klassenerhalt jedoch nicht gefeiert werden und der FC Rastatt 04 stieg als Tabellenletzter ab. Somit ging der Verein in der Saison 2015/16 in der Bezirksliga an den Start, musste aus dieser jedoch am Saisonende in die Kreisliga A Baden-Baden Nord absteigen. 2024/25 schaffte man nach Vizemeisterschaft und Gewinn der Relegation den Wiederaufstieg in die Bezirksliga.
Der FC Rastatt 04 hat fünf Mal den südbadischen Pokal gewonnen. Zuletzt stand der Verein im Jahr 2002 im Endspiel und unterlag dem Bahlinger SC mit 0:1. Im DFB-Pokal bestritt der FC Rastatt 04 u. a. Spiele gegen Waldhof Mannheim (1973), Bayer Leverkusen (2. Runde, 1:3, 1977) und den VFB Stuttgart (0:5, 1981).

## Erfolge
- Aufstieg in die Gauliga: 1928, 1936, 1939, 1941
- Meister Französische Zonenliga: 1946, 1948
- Südbadischer Meister: 1955, 1972
- Südbadischer Pokalsieger: 1946, 1973, 1977, 1981, 1984
- Oberliga Baden-Württemberg 1978–1986
- Südbadischer Vize Pokalsieger 2002
- Mehrfache Teilnahme am DFB-Pokal

## Bekannte Spieler in der Geschichte des FC Rastatt 04
- Alfred Huber, Nationalspieler (1 A-Länderspiel 1930)
- Günter Walz, Jugendnationalspieler, Bundesliga-Spieler des Karlsruher SC
- Herbert Reiß, Amateur-Nationalspieler, Bundesliga-Spieler von Arminia Bielefeld und SC Freiburg
- Valentin Herr, Fußball-Profi u. a. bei Bayer Leverkusen, Kickers Offenbach und Waldhof Mannheim
- Aleksandr Kuczma, Nationalspieler von Kasachstan
- Dietmar Hummel, Fußball-Profi u. a. SC Freiburg
- Arthur Dobat, u. a. Bundesligaspieler beim Karlsruher SC
- Ronny Kockel, Fußball-Profi im Iran, früher Arminia Bielefeld
- Eugeniusz Ptak, Fußball-Profi in Polen und Zypern (u. a. auch Champions-League-Teilnahme)
- Marco Wildersinn, u. a. Stuttgarter Kickers
- David Tenney, heute in der Major League Soccer USA bei den Kansas City Wizards
- Philipp Laux, Torwart unter anderem bei Borussia Dortmund und SSV Ulm 1846 in der ersten Bundesliga
- Christian Seifert, spielte in der Jugend des FC Rastatt 04. Heute ist Seifert Vorsitzender der Geschäftsführung der DFL
- Christian Essig, spielte in der Jugend des FC Rastatt 04. Heute ist er Fußballprofi beim 1. FC Heidenheim in der 3. Liga.
- Lukas Kwasniok, spielte in der Jugend beim Karlsruher SC.
- Markus Löw, Fußball-Profi beim SC Freiburg
- Oliver Semmle, Fußball-Profi bei Philadelphia Union

## Bekannte Trainer in der Geschichte des FC Rastatt 04
- Josef Marx, Nationalspieler und Profi beim Karlsruher SC
- Valentin Herr, ehemaliger Profi unter anderem bei Waldhof Mannheim
- Martin Jung, Kapitän beim Karlsruher SC II unter Edmund Becker
- Bernd Schmider (* 8. Oktober 1958), Trainer beim Karlsruher SC (Jugend), SpVgg Durlach-Aue, TuS Bilfingen, TSV Auerbach und ATSV Mutschelbach[2]
- Harald Heck (1954–2018), ehemaliger Fußballprofi in den USA[3][4]

## Stadion
Das Münchfeldstadion bietet 15.000 Plätze, davon 650 überdachte Sitzplätze. Das Stadion ist an der Bundesstraße 3 an der Stadtgrenze in Richtung Baden-Baden gelegen. Neben der Tribüne, befinden sich zwei weitere Sportplätze sowie ein Clubhaus auf dem Gelände. Vor dem Stadion ist ein großer Parkplatz zu finden.

## Fans
Die Fans des FC Rastatt 04 haben eine lange Freundschaft mit Fans des FC Singen 04, einem Fußball-Club aus Südbaden.